# Маркелово (Томская область)
Маркелово — село в Шегарском районе Томской области России. Входит в состав Анастасьевского сельского поселения.

## География
Село находится в южной части Томской области, в пределах юго-восточной части Западно-Сибирской равнины, на правом берегу реки Шегарка, на расстоянии примерно 33 километров (по прямой) к северо-западу от села Мельниково, административного центра района. Абсолютная высота — 106 метров над уровнем моря.

## История
Село было основано в 1846 году. Название села восходит к фамилии одного из основателей — «служилого человека» Маркелова. В «Списке населенных мест Российской империи» 1868 года издания населённый пункт упомянут как казённая деревня Маркелова (Мартелова) Томского округа (4-го участка) при реке Шегарке, расположенная в 115 верстах от губернского города Томска. В деревне имелось 52 двора и проживало 146 человек (81 мужчина и 65 женщин).

В 1911 году в деревне Маркелова, относившейся к Бобарыкинской волости Томского уезда, проживало 545 человек (269 мужчин и 276 женщин). Действовали сельское училище и казённая винная лавка.

По данным 1926 года в деревне имелось 136 хозяйств и проживало 784 человека (в основном — русские). Функционировала школа I ступени. В административном отношении Маркелова являлась центром сельсовета Богородского района Томского округа Сибирского края.

## Население
| 1926 | 2002 | 2010 | 2012 | 2013 | 2014 | 2015 |
| ---- | ---- | ---- | ---- | ---- | ---- | ---- |
| 784  | ↘698 | ↘624 | ↘609 | ↘604 | ↗612 | ↘605 |
| 2021 |      |      |      |      |      |      |
| ↗614 |      |      |      |      |      |      |

Гендерный состав
По данным Всероссийской переписи населения 2010 года в гендерной структуре населения мужчины составляли 51,44 %, женщины — соответственно 48,56 %.
Национальный состав
Согласно результатам переписи 2002 года, в национальной структуре населения русские составляли 94 %.

## Инфраструктура
В селе функционируют средняя общеобразовательная школа, дом культуры, библиотека, фельдшерско-акушерский пункт и отделение Почты России.

## Улицы
Уличная сеть села состоит из семи улиц и двух переулков.